# 39405 Mosigkau
39405 Mosigkau è un asteroide della fascia principale. Scoperto nel 1971, presenta un'orbita caratterizzata da un semiasse maggiore pari a 3,9649031 UA e da un'eccentricità di 0,2234854, inclinata di 1,75056° rispetto all'eclittica.